# Kanton El Chaco
Der Kanton El Chaco befindet sich in der Provinz Napo im Nordosten von Ecuador. Er besitzt eine Fläche von 3473 km². Im Jahr 2022 lag die Einwohnerzahl bei rund 9.300. Verwaltungssitz des Kantons ist die Kleinstadt El Chaco mit 4026 Einwohnern (Stand 2010). Die Einrichtung des Kantons El Chaco wurde am 26. Mai 1988 veröffentlicht.

## Lage
Der Kanton El Chaco befindet sich im äußersten Norden der Provinz Napo. Das Gebiet liegt in der Cordillera Real. Der Río Quijos, der Oberlauf des Río Coca, durchfließt den Kanton in nordöstlicher Richtung. Die Fernstraße E45 (Baeza–Nueva Loja) durchquert den Kanton in nordöstlicher Richtung und passiert dabei den Hauptort El Chaco.
Der Kanton El Chaco grenzt im Osten den Kanton Francisco de Orellana der Provinz Orellana, im Südosten an den Kanton Loreto (ebenfalls in der Provinz Orellana), im Süden an den Kanton Quijos, im äußersten Westen an den Kanton Quito der Provinz Pichincha, im Nordwesten an den Kanton Cayambe (ebenfalls in der Provinz Pichincha) sowie im Norden an den Kanton Gonzalo Pizarro der Provinz Sucumbíos.

## Verwaltungsgliederung
Der Kanton El Chaco ist in die Parroquia urbana („städtisches Kirchspiel“)
- El Chaco

und in die Parroquias rurales („ländliches Kirchspiel“)
- Gonzalo Díaz de Pineda (El Bombón)
- Linares
- Oyacachi
- Sardinas
- Santa Rosa

gegliedert.

## Geschichte
Entwicklung der Einwohnerzahl im Kanton El Chaco bei landesweiten Volkszählungen zum jeweiligen Gebietsstand:
| Jahr                    | Einwohner | +/-    |
| ----------------------- | --------- | ------ |
| 1990                    | 4.445     | –      |
| 2001                    | 6.133     | 38 %   |
| 2010                    | 7.960     | 29,8 % |
| 2022                    | 9.252     | 16,2 % |
| Datenherkunft: Wikidata |           |        |

## Ökologie
Im Nordwesten befindet sich der Nationalpark Cayambe Coca, im Südosten der Nationalpark Sumaco Napo-Galeras.